# Gare de Manyaques
La gare de Manyaques ou gare de Magnaques, est une gare ferroviaire française, fermée, de la ligne d'Arles-sur-Tech à Prats-de-Mollo, située dans le mas de Manyaques, sur le territoire de la commune du Tech, dans le département des Pyrénées-Orientales, en région administrative Occitanie.
Elle est mise en service en 1913 par la Compagnie des chemins de fer des Pyrénées-Orientales (CFPO) et fermée au service des voyageurs en 1937 par la CFPO.

## Situation ferroviaire
Établie à 460 mètres d'altitude, la gare de Manyaques est située au point kilométrique (PK) 9.600 de la ligne d'Arles-sur-Tech à Prats-de-Mollo, entre les gares du Pas-du-Loup et de Puig Redon. Elle est également reliée à la gare de La Forge del Mitg située sur l'embranchement de Saint-Laurent-de-Cerdans.

## Histoire
La gare de Manyaques est mise en service le 1er août 1913 par la Compagnie des chemins de fer des Pyrénées-Orientales (CFPO), lorsqu'elle ouvre à l'exploitation la ligne d'Arles-sur-Tech à Prats-de-Mollo.
Cette gare est fermée le 1er juin 1937 lors de la fermeture de la ligne par CFPO.

## Patrimoine ferroviaire
En septembre 2008, le bâtiment de la gare est toujours présent et reconvertie en habitation.